# 평일 오후 3시의 연인
평일 오후 3시의 연인(일본어: 昼顔)은 2017년 개봉한 일본의 드라마 로맨스 영화이다.
니시타니 히로시가 감독을 이노우에 유미코가 각본을 맡았다.
 일본은 2017년 6월 10일에 영국은 2019년 3월 22일에 대한민국은 2019년 6월 13일에 개봉되었다.

## 줄거리
“어느 날 갑자기, 새로운 사랑이 왔다” 

평범한 가정주부 '사와'와 고등학교 교사 '기타노' 금기된 사랑을 시작했지만 이내 헤어짐을 택한다.
"내가 아닌, 우리가 선택한 거야" 

3년 후 우연히 재회하게 된 두 사람은 망설임 없이 서로를 택하게 되는데…

## 캐스팅
주연
- 우에토 아야 - 사와 역
- 사이토 타쿠미 - 기타노 역

조연
- 이토 아유미 - 노리코 역
- 히라야마 히로유키
- 하기와라 미노리
- 시부카와 키요히코
- 마츠이 다이고